# TNX (Band)
TNX (koreanisch 티엔엑스, gesprochen T-N-X, kurz für The New Six) ist eine südkoreanische K-Pop-Gruppe der vierten K-Pop-Generation unter dem Label P Nation, die 2021 im Zuge der Survival-Show Loud gebildet wurde. Die Gruppe besteht aus sechs Mitgliedern: Taehun, Kyungjun, Hyunsoo, Junhyeok, Hwi, und Sungjun. TNX veröffentlichten am 17. Mai 2022 ihre erste EP Way Up.

## Name
Der Name, TNX, steht für „The New Six“ und bezieht sich auf die sechs Mitglieder der Gruppe.

## Geschichte

### 2021:Loud
TNX wurde durch die SBS Reality-Survival-Show Loud gegründet, die von den Musiklabels JYP Entertainment und P Nation organisiert wurde. In der Sendung kollaborierten J. Y. Park und Psy mit dem Ziel zwei Kpop-Boygroups zu formen: eine unter JYP Entertainment und eine andere unter P Nation. Insgesamt 75 Kandidaten aus unterschiedlichen Ländern konkurrierten um einen Platz in einer der zwei Gruppen. Die Premiere der Show fand am 5. Juni 2021 statt und wurde jeden Samstag um 21 Uhr KST auf SBS ausgestrahlt. Zum Zeitpunkt des Finales der Show bestand die Gruppe aus sieben Mitgliedern, jedoch wurde am 24. Januar 2022 bekanntgegeben, dass Koki Tanaka die Gruppe verlassen hat. Grund dafür waren Befürchtungen, dass er (mit zu dem Zeitpunkt 13 Jahren) zu jung für ein Debüt wäre. Stattdessen bleibt er ein Trainee unter P Nation.

### 2022: Debüt mitWay Up
Am 29. März 2022 wurde der Name der Gruppe, TNX (The New Six), bekanntgegeben.
Ihre erste EP Way Up mit der Leadsingle Move wurde am 17. Mai 2022 veröffentlicht.

## Mitglieder
| Name            | Geburtsname             | Geburtstag | Geburtsort | Position |
| --------------- | ----------------------- | ---------- | ---------- | -------- |
| Taehun (태훈)   | Choi TaeHun (최태훈)    | 19.11.2002 | Incheon    | Leader   |
| KyungJun (경준) | Woo KyungJun (우경준)   | 30.08.2002 | Korea Sud  |          |
| HyunSoo (현수)  | Jang HyunSoo (장현수)   | 16.09.2003 | Sangju     |          |
| JunHyeok (준혁) | Cheon JunHyeok (천준혁) | 20.09.2004 | Suwon      |          |
| Hwi (휘)        | Eun Hwi (은휘)          | 11.11.2004 | Seoul      |          |
| SungJun (성준)  | Oh SungJun (오성준)     | 30.08.2005 | Ulsan      |          |

## Diskografie

### EPs
| Jahr | Titel Musiklabel                                     | Höchstplatzierung, Gesamtwochen, AuszeichnungChartsChartplatzierungen (Jahr, Titel, Musiklabel, Platzierungen, Wochen, Auszeichnungen, Anmerkungen) | Anmerkungen                            |
| Jahr | Titel Musiklabel                                     | KR | Anmerkungen                            |
| ---- | ---------------------------------------------------- | --- | -------------------------------------- |
| 2022 | Way Up P Nation (Stone Music Entertainment)          | KR9 (7 Wo.)KR | Erstveröffentlichung: 17. Mai 2022     |
| 2023 | Love Never Dies P Nation (Stone Music Entertainment) | KR5 (7 Wo.)KR | Erstveröffentlichung: 15. Februar 2023 |
| 2023 | Boyhood P Nation (Stone Music Entertainment)         | KR6 (2 Wo.)KR | Erstveröffentlichung: 7. Juni 2023     |

### Singles
- 2022: Move (비켜)
- 2022: I Need U
- 2023: Love or Die
- 2023: Kick It 4 Now
- 2024: Fuego

## Auszeichnungen
| Jahr | Preisverleihung             | Kategorie                  | Empfänger | Ergebnis | Ref.  |
| ---- | --------------------------- | -------------------------- | --------- | -------- | ----- |
| 2022 | K-Global Heart Dream Awards | K-Global Rising Star Award | TNX       | Gewonnen | [ 8 ] |